# Rainbach im Innkreis
Rainbach im Innkreis är en ort och kommun i Österrike. Den ligger i distriktet Schärding i förbundslandet Oberösterreich, 210 kilometer väster om huvudstaden Wien.
Kommunen består av 19 orter (Ortschaften) (inom parentes invånarantal 1 januari 2024):

- Berndlsiedlung (54)
- Erledt (9)
- Haselbach (59)
- Hauzing (293)
- Hingsham (194)
- Höcking (88)
- Höretzberg (130)
- Kapfham (2)
- Korneredt (44)
- Ortenholz (11)
- Pfaffing (143)
- Rainbach im Innkreis (217)
- Randolfing (37)
- Salling (52)
- Sinzing (40)
- Steinberg (30)
- Sumetsrad (94)
- Weizenau (11)
- Wienering (58)